# Everything is made in China
Everything is made in China (także Eimic) – rosyjska grupa indierockowa, utworzona w 2005 w Moskwie.
Styl muzyczny Eimic posiada cechy indie i post-rocka, elektroniki i ambientu. Melodie Eimic są minimalistyczne, lecz dzięki oprawie stylistycznej, z pomocą wokalnych, elektronicznych i instrumentalnych sampli, są efektowne i nasycone. Wśród muzyków, którzy wywarli wpływ na muzykę Eimic, można wyróżnić takie zespoły, jak Radiohead, Broken Social Scene, The Smashing Pumpkins, The Most Serene Republic i Mogwai.
Pierwszy album studyjny został zarejestrowany po dwóch latach wspólnych eksperymentów i twórczych poszukiwań w Kanadzie w studiu Chemical Sound.
Grupa kilkakrotnie wystąpiła w Polsce, m.in. na Open’er Festival 2008.

## Muzycy
- Maksim Fiedorow – wokal, gitara
- Filipp Premiak – gitara basowa, instrumenty klawiszowe
- Alexander Bykov – instrumenty perkusyjne

## Dyskografia
Źródło.
Minialbumy (EP)
- Everything is made in China (2006)

Albumy studyjne
- 4 (2007)
- Automatic Movements (2009)
- Amber (2013)
- Acquired Taste (2017)